# Stacey McKenzie
Stacey McKenzie (Kingston, 1977) is een Canadees model van Jamaicaanse komaf.
Ze verhuisde naar Canada en ging naar school in het Canadese Toronto. De 1,78 meter lange McKenzie wist al vroeg dat ze model wilde worden en ging op zeventienjarige leeftijd naar New York, waar ze werd opgemerkt door Elite Model. In 1995 verhuisde ze naar Parijs, waar ze werkte met ontwerpers als Jean-Paul Gaultier en Christian Lacroix. Daarna werkte ze mee aan een fotocampagne van Benetton, waardoor ze internationale bekendheid kreeg. Er verschenen besprekingen van haar in bladen als Vogue en Harper's Bazaar. Verder deed ze modellenwerk voor onder andere Tommy Hilfiger, Calvin Klein, Mexx en Reebok.
Ze had in 1997 kleine filmrolletjes in de Franse comedy Portraits chinois en de sciencefictionfilm The Fifth Element. In 1999 presenteerde ze de programma's Fashion File en Stylissimo voor MTV Europe en in 2006 was ze jurylid in het eerste seizoen van Canada's Next Top Model en gast in het 7e seizoen van America's Next Top Model.